# Gonimbrasia deborah
Gonimbrasia deborah är en fjärilsart som beskrevs av Gustav Weymer 1896. Gonimbrasia deborah ingår i släktet Gonimbrasia och familjen påfågelsspinnare. Inga underarter finns listade i Catalogue of Life.